# 絵はがきの春
「絵はがきの春」（えはがきのはる）は、Aqua Timezの11枚目のシングルである。2010年1月27日発売。

## 概要
- 前作「プルメリア ～花唄～」以来、半年ぶりとなるシングル。
- 表題曲は小栗旬主演のクノールのCM「想いをみんなに篇」「想いを妹に篇」「想いを祖母に篇」に使用。
- プロモーション・ビデオは三浦半島で撮影された。
- カップリングの「空に近い街」は映画『魔女の宅急便』がモチーフになっていると、インタビューで語られている。
- キャッチフレーズは、「君とみつける、春の息吹を。」。

## 収録曲
1. 絵はがきの春 [4:56]
  - 味の素『クノールカップスープ』CMソング
2. 流星のうた [3:05]
3. 空に近い街 [3:36]
4. 絵はがきの春-Instrumental- [4:54]

作詞・作曲：太志(1,4)Aqua Timez(2,3)　編曲：Aqua Timez（全曲）